# Aphilopota
Aphilopota là một chi bướm đêm thuộc họ Geometridae.